# Teroristički napad na King David Hotel
Napad na King David Hotel bio je teroristički napad na King David Hotel u Jeruzalemu, tijekom britanskog mandata u Palestini 22. srpnja 1946. Iza napada je stajala paramilitarna cionistička organizacija Irgun. Cilj napada bilo je južno krilo hotela u kojem je bila administrativna i vojna baza Britanaca. Ukupno je poginula 91 osoba dok je 46 osoba povrjeđeno u napadu.
Menachem Begin, vođa Irguna, koji je izdao naređenje za napad postao je kasnije premijer Izraela u periodu 1977. – 1983.